# Soumaïla Cissé

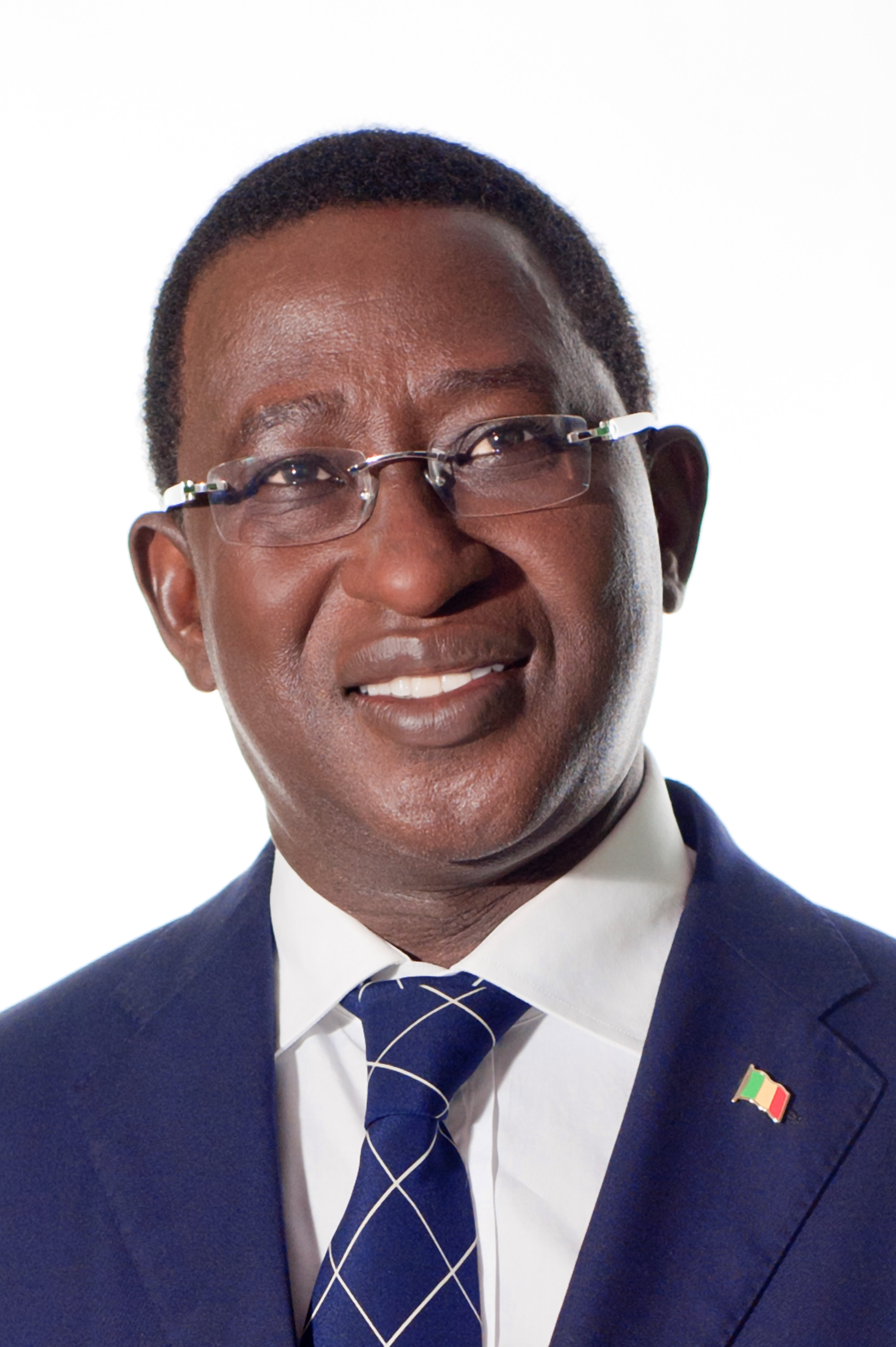
Soumaïla Cissé, 2012

Soumaïla Cissé (* 20. Dezember 1949 in Niafunké in der Region Timbuktu; † 25. Dezember 2020 in Paris) war ein malischer Politiker. Er verlor Mitte 2013 und Mitte 2018 die Stichwahl für das Präsidentenamt, beide Male gegen Ibrahim Boubacar Keïta. Keïta trat im August 2020 zurück; Cissé starb vier Monate später an COVID-19.

## Leben
Soumaïla Cissé studierte Informatik am Institut des Sciences de l’Ingénieur der École polytechnique universitaire der Universität Montpellier II. Er arbeitete für verschiedene große Firmen wie IBM-France, Pechiney, le Groupe Thomson und die französische Fluggesellschaft Air Inter, bevor er 1984 nach Mali zurückkehrte, um für die Compagnie malienne pour le développement des textiles (CMDT), einem Unternehmen des Baumwollsektors, zu arbeiten.
Seit der Gründung der ADEMA-PASJ war er Aktivist dieser Partei und wurde nach der Wahl von Alpha Oumar Konaré 1992 bei den ersten freien Wahlen seit der Unabhängigkeit von Frankreich Generalsekretär der Präsidentschaft der Republik. 1993 wurde Cissé Minister der Finanzen und des Handels, 1994 nach einer Regierungsumbildung Finanzminister, dann im Jahr 2000 Minister für Infrastruktur, Raumordnung, Umwelt und Stadtplanung in der Regierung von Mandé Sidibé. Soumaïla Cissé wurde zum dritten Vize-Präsidenten der ADEMA-PASJ gewählt.
Im Januar 2002 trat er von seinem Kabinettsposten zurück, um sich auf die Präsidentschaftswahl vorzubereiten. Er wurde von der ADEMA-PASJ als Kandidat für die Nachfolge von Konaré nominiert, der nicht mehr zur Wahl antreten konnte, da die Verfassung Malis die Amtszeit des Präsidenten auf zwei Perioden begrenzt. Amadou Toumani Touré gewann die erste Wahlrunde. In der Stichwahl unterlag Cissé mit etwas weniger als 35 Prozent der Stimmen.
Angesichts innerparteilicher Zerwürfnisse und der mangelnden Unterstützung durch den Alt-Präsidenten Konaré verließ er ADEMA-PASJ im Juni 2003 und gründete mit einigen Aktivisten die Union pour la République et la Démocratie (URD), deutsch etwa „Union für die Republik und die Demokratie“.
Cissé arbeitete als Präsident der Westafrikanische Wirtschafts- und Währungsunion (UEMOA). Er galt als ein Favorit für die Präsidentschaftswahl im April 2012. Diese wurde jedoch aufgrund des Putsches abgesagt. Cissé trat bei der Wahl 2013 für die URD an und gewann nach Ibrahim Boubacar Keïta die meisten Stimmen. Da Keïta nicht die absolute Mehrheit erreichte, trat er gegen Cissé bei der Stichwahl am 11. August an. Nach Auszählung von etwa zwei Dritteln der Stimmen gestand Cissé seine Niederlage ein und gratulierte Keïta zum Sieg.
Bei der Präsidentschaftswahl im August 2018 gewann Keïta erneut; Cissé erhielt knapp 33 Prozent der Stimmen.
Am 26. März 2020, wenige Tage vor der am 29. März durchgeführten Parlamentswahl, wurde Cissé in Timbuktu gewaltsam entführt, dabei starb einer seiner Bodyguards und zwei weitere wurden verletzt. Im Oktober 2020 wurde Cissé freigelassen.
Cissé starb nach Angaben seiner Familie an einer COVID-19-Infektion.
Übergangspräsident Bah N’Daw sprach der Familie und den Anhängern Cissés sein Beileid aus und sagte, Millionen Malier stünden unter Schock. Ihm waren gute Aussichten prognostiziert worden, die Präsidentschaftswahl in Mali 2022 zu gewinnen.